# 김승현의 가요본색
김승현의 가요본색은 TBN 교통방송에서 평일 밤 8시부터 9시 55분까지 방송된 라디오 성인가요, 연예오락 프로그램이다.

## 프로그램 소개
- 바쁜 퇴근길이 끝나고 피곤이 몰려오는 시간! 힘들고 지친 사람들 모두 모여라! 가벼워진 영혼을 채워줄 음악, 유쾌한 이야기, 유익한 정보로 가득한 고품격 음악 방송. 김승현의 가요본색은 우리의 공감입니다!